# Нуно Томаш
Нуно Томаш (на португалски: Nuno Miguel do Adro Tomás) е португалски футболист, защитник.

## Кариера
Юноша на Одивелаш Португалия от 2004 до 2009, когато преминава в школата на Белененсеш Португалия. Играе като централен защитник, но се справя и като ляв бек. След като преминава през всички младежки формации на Белененсеш е даден под наем на Елетрико Португалия за сезон 2014/15, където дебютира в мъжкия футбол на 24 август 2014 в мача срещу Калдас Колумбия завършил 2:2. През следващия сезон 2015/16 е даден под наем на Синтрензе Португалия, а сезон 2016/17 е отново под наем в Реал Масама Португалия, където помага на тима да се пребори за промоция във Втора лига. Завръща се в Белененсеш през лятото на 2017 като дебютира за тима на 7 август 2017 при загубата с 0:1 от Рио Аве Португалия. На 28 февруари 2019 е привлечен под наем в тима на ЦСКА, а през лятото на 2019 е привлечен за постоянно в тима. През февруари 2020 е обявено, че ще бъде търсен нов отбор за наем и на 2 март 2020 преминава под наем до края на 2020 в КуПС Куопио Финландия.
Изиграва два мача за националния отбор на Португалия до 23 години и един мач за този до 18 години.